# WXGA
Wide eXtended Graphics Array är en bred XGA, i praktiken namn på skärmupplösningar liknande 1366×768, kan även vara 1280×768 eller 1280×800.